# Tuifeamalo Annandale
Tuifeamalo Annandale (ur. 1 października 1945 na Samoa), zdobywczyni tytułu Miss Samoa w 1969.